# دبيق دائري الأوراق
الدبيق دائري الأوراق أو حَلَبْلَاب مستدير الأوراق أو ثاقب الورق (باللاتينية: Bupleurum rotundifolium) نوع نباتي ينتمي إلى جنس الدبيق من الفصيلة الخيمية.

## الموئل والانتشار
موطن هذا النوع بلاد الشام وسيناء والمغرب العربي والقوقاز ومعظم مناطق أوروبا.

## مرادفات للاسم العلمي
- (باللاتينية: Bupleurum perfoliatum Lam. [Illegitimate])
- (باللاتينية: Bupleurum perfoliatum var. rotundifolium (L.) Desv.)
- (باللاتينية: Bupleurum rotundifolium var. alpinum Lapeyr.)
- (باللاتينية: Bupleurum rotundifolium f. oblongum Bornm. ex H.Wolff)
- (باللاتينية: Diatropa rotundifolia (L.) Dumort.)